# Seznam zámků v Kraji Vysočina
Seznam zámků v kraji Vysočina. Jedná se o seznam dosud stojících zámků v kraji Vysočina.
| Zámek                        | Obrázek | Okres            | Památková ochrana                                         | Lokace                                              | Sloh          |
| ---------------------------- | ------- | ---------------- | --------------------------------------------------------- | --------------------------------------------------- | ------------- |
| Aleje                        |         | Jihlava          | 18211/7-4865                                              | Jestřebí 53 (v lese mezi obcemi Kněžice a Stonařov) | empír         |
| Batelov (nový zámek)         |         | Jihlava          | 33201/7-4679                                              | Náměstí Míru 1/1                                    | klasicismus   |
| Batelov (starý zámek)        |         | Jihlava          | 33201/7-4679                                              | U Kulturního domu 300/9                             | baroko        |
| Božejov                      |         | Pelhřimov        |                                                           | Božejov 1                                           | baroko        |
| Brtnice                      |         | Jihlava          | 18806/7-4719                                              | Zámek 1                                             | renesance     |
| Břevnice                     |         | Havlíčkův Brod   |                                                           | Břevnice 61                                         | baroko        |
| Březina                      |         | Pelhřimov        | 29972/3-3030                                              | Březina 1                                           | novorenesance |
| Budišov                      |         | Třebíč           | 36993/7-2548                                              | Budišov 1                                           | baroko        |
| Budkov                       |         | Třebíč           | 14438/7-2569                                              | Budkov 1                                            | renesance     |
| Černá                        |         | Žďár nad Sázavou | 25627/7-3987                                              | Černá 1                                             | baroko        |
| Černovice                    |         | Pelhřimov        | 17319/3-2970                                              | Dobešovská 1                                        | klasicismus   |
| Červená Řečice               |         | Pelhřimov        | 36908/3-2977 Archivováno 24. 11. 2015 na Wayback Machine. | Červená Řečice 1                                    | renesance     |
| Česká Bělá                   |         | Havlíčkův Brod   |                                                           | u silnice II/351, naproti domu čp. 9                |               |
| Čížkov                       |         | Pelhřimov        | 31030/3-2988                                              | Čížkov 1                                            | empír         |
| Dalečín                      |         | Žďár nad Sázavou |                                                           | Dalečín 30                                          | tyrolský      |
| Dalešice                     |         | Třebíč           | 14473/7-2601                                              | Dalešice 58                                         | baroko        |
| Dolní Krupá                  |         | Havlíčkův Brod   |                                                           | Dolní Krupá 1                                       | baroko        |
| Dolní Rožínka                |         | Žďár nad Sázavou | 20337/7-4011                                              | Dolní Rožínka 1                                     | klasicismus   |
| Domanínek                    |         | Žďár nad Sázavou |                                                           | K Zámečku 1211                                      |               |
| Dukovany                     |         | Třebíč           | 16005/7-2626                                              | Dukovany 1                                          | klasicismus   |
| Golčův Jeníkov (nový zámek)  |         | Havlíčkův Brod   | 15801/6-150                                               | 5. května 2                                         | empír         |
| Golčův Jeníkov (starý zámek) |         | Havlíčkův Brod   | 15801/6-150                                               | 5. května 3                                         | empír         |
| Habry                        |         | Havlíčkův Brod   |                                                           | Žižkovo náměstí 1                                   | novobaroko    |
| Herálec                      |         | Havlíčkův Brod   | 15346/6-4517                                              | Herálec 1                                           | novogotika    |
| Horní Cerekev                |         | Pelhřimov        | 22566/3-3000                                              | Havlíčkova 1                                        | renesance     |
| Hořepník                     |         | Pelhřimov        |                                                           | Panská 1                                            |               |
| Hostačov                     |         | Havlíčkův Brod   | 31508/6-4369                                              | Hostačov 59                                         | klasicismus   |
| Hrotovice                    |         | Třebíč           | 32370/7-2649                                              | Náměstí 8. května 1                                 | baroko        |
| Chaloupky                    |         | Jihlava          |                                                           | Kněžice 109 (u Nové Brtnice)                        | renesance     |
| Chotěboř                     |         | Havlíčkův Brod   | 21432/6-211                                               | Riegrova 1                                          | novorenesance |
| Jamné                        |         | Jihlava          | 29816/7-4860                                              | Jamné 1                                             | novogotika    |
| Jaroměřice nad Rokytnou      |         | Třebíč           | 26383/7-2665                                              | Náměstí Míru 1                                      | baroko        |
| Jeclov                       |         | Jihlava          |                                                           | Jeclov 1                                            | klasicismus   |
| Jemnice                      |         | Třebíč           | 11221/7-2709                                              | Husova 1                                            | novobaroko    |
| Jimramov                     |         | Žďár nad Sázavou | 36489/7-4088                                              | Náměstí Jana Karafiáta 65                           | klasicismus   |
| Kamenice nad Lipou           |         | Pelhřimov        | 14499/3-3064                                              | Náměstí Čsl. armády 1                               | klasicismus   |
| Klokočov                     |         | Havlíčkův Brod   |                                                           | Klokočovská Lhotka 61                               | baroko        |
| Kněžice                      |         | Jihlava          | 15378/7-2787                                              | Kněžice 1                                           | klasicismus   |
| Košetice (nový zámek)        |         | Pelhřimov        | 17557/3-3086                                              | Košetice 44                                         | klasicismus   |
| Košetice (starý zámek)       |         | Pelhřimov        | 45018/3-3087                                              | Košetice 1                                          | secese        |
| Krasonice                    |         | Jihlava          | 32882/7-4962                                              | Krasonice 9                                         | empír         |
| Krhov                        |         | Třebíč           | 31602/7-2813                                              | Krhov 43                                            | baroko        |
| Krnčice                      |         | Třebíč           |                                                           | Krnčice 1                                           |               |
| Křižanov                     |         | Žďár nad Sázavou | 37029/7-4164                                              | Zámek 1                                             | novorenesance |
| Kvasetice                    |         | Havlíčkův Brod   |                                                           | Kvasetice 20                                        | novogotika    |
| Květinov                     |         | Havlíčkův Brod   |                                                           | Květinov 38                                         | klasicismus   |
| Lesonice                     |         | Třebíč           |                                                           | Lesonice 2                                          | klasicismus   |
| Libice nad Doubravou         |         | Havlíčkův Brod   | 18843/6-4997                                              | Zámecká 1                                           | novogotika    |
| Libkova Voda                 |         | Pelhřimov        | 30953/3-3123                                              | Libkova Voda 57                                     | klasicismus   |
| Lipnice nad Sázavou          |         | Havlíčkův Brod   |                                                           | Lipnice nad Sázavou 213                             |               |
| Litohoř                      |         | Třebíč           | 38281/7-2828                                              | Litohoř 1                                           | baroko        |
| Luka nad Jihlavou            |         | Jihlava          | 28411/7-4981                                              | Nádražní 1                                          | baroko        |
| Lukavec                      |         | Pelhřimov        | 45591/3-3134                                              | Antonína Sovy 1                                     | secese        |
| Maleč                        |         | Havlíčkův Brod   | 30424/6-285                                               | Maleč 1                                             | empír         |
| Mitrov                       |         | Žďár nad Sázavou | 98853/37-9462                                             | Mitrov 1                                            | novogotika    |
| Moravec                      |         | Žďár nad Sázavou | 39464/7-4219                                              | Moravec 1                                           | klasicismus   |
| Moravské Budějovice          |         | Třebíč           | 38918/7-2850                                              | Náměstí Míru 1                                      | klasicismus   |
| Myslibořice                  |         | Třebíč           | 19528/7-2872                                              | Myslibořice 1                                       | baroko        |
| Náměšť nad Oslavou           |         | Třebíč           | 21999/7-2882                                              | Zámek 1                                             | renesance     |
| Nejepín                      |         | Havlíčkův Brod   |                                                           | Nejepín 1                                           | baroko        |
| Nová Ves u Chotěboře         |         | Havlíčkův Brod   | 37920/6-5012                                              | Nová Ves u Chotěboře 1                              | novorenesance |
| Nové Město na Moravě         |         | Žďár nad Sázavou | 27286/7-4261                                              | Vratislavovo náměstí 1                              | novorenesance |
| Nové Syrovice                |         | Třebíč           | 26720/7-2938                                              | Nové Syrovice 1                                     | klasicismus   |
| Nové Veselí                  |         | Žďár nad Sázavou | 16871/7-8409                                              | Na Zámku 123                                        | baroko        |
| Nový Dvůr                    |         | Pelhřimov        | 41721/3-3159                                              | Nový Dvůr 1                                         | empír         |
| Nový Dvůr                    |         | Žďár nad Sázavou |                                                           | Nový Dvůr 318                                       |               |
| Nový Rychnov                 |         | Pelhřimov        | 36658/3-3169                                              | Nový Rychnov 1                                      | baroko        |
| Nový Studenec                |         | Havlíčkův Brod   | 23665/6-209                                               | Nový Studenec 1                                     | renesance     |
| Okrouhlice                   |         | Havlíčkův Brod   | 23242/6-292                                               | Okrouhlice 1                                        | baroko        |
| Okříšky                      |         | Třebíč           | 33503/7-2942                                              | Jihlavská 1                                         | baroko        |
| Onšov                        |         | Pelhřimov        | 34514/3-3182                                              | Onšov 1                                             | baroko        |
| Osová                        |         | Žďár nad Sázavou | 16521/7-4342                                              | Osová 1                                             | baroko        |
| Pacov                        |         | Pelhřimov        | 16898/3-3186                                              | Náměstí Svobody 1                                   | baroko        |
| Pavlov                       |         | Pelhřimov        |                                                           | Pavlov 1                                            |               |
| Pelhřimov                    |         | Pelhřimov        | 35932/3-2853                                              | Masarykovo náměstí 12                               | baroko        |
| Petrkov                      |         | Havlíčkův Brod   | 103796                                                    | Petrkov 13                                          | baroko        |
| Pohled                       |         | Havlíčkův Brod   | 44741/6-303                                               | Zámecká 1                                           | baroko        |
| Police                       |         | Třebíč           | 16641/7-2968                                              | Police 1                                            | baroko        |
| Polná                        |         | Jihlava          | 16918/7-5073                                              | Zámek 485                                           | baroko        |
| Proseč-Obořiště              |         | Pelhřimov        | 38806/3-3262                                              | Proseč-Obořiště 1                                   | baroko        |
| Proseč u Pošné               |         | Pelhřimov        | 26040/3-3265                                              | Proseč 1                                            | baroko        |
| Přibyslav                    |         | Havlíčkův Brod   | 35538/6-315                                               | Husova 300                                          | klasicismus   |
| Puklice                      |         | Jihlava          | 45668/7-5153                                              | Puklice 1                                           | klasicismus   |
| Radešín                      |         | Žďár nad Sázavou | 24284/7-4373                                              | Radešín 1                                           | klasicismus   |
| Rantířov                     |         | Jihlava          |                                                           | Rantířov 4                                          | novorenesance |
| Rochňovec                    |         | Havlíčkův Brod   |                                                           | Chotěboř 488                                        |               |
| Ronov                        |         | Žďár nad Sázavou | 30708/7-4331                                              | Ronov 5                                             |               |
| Ronov nad Sázavou            |         | Havlíčkův Brod   | 30597/6-4671                                              | Ronov nad Sázavou 9                                 | novobaroko    |
| Rozsochatec                  |         | Havlíčkův Brod   | 36495/6-4879                                              | Rozsochatec 2                                       | novorenesance |
| Rudolec                      |         | Žďár nad Sázavou | 17980/7-4412                                              | Rudolec 1                                           | renesance     |
| Rytířsko                     |         | Jihlava          |                                                           | Jamné 156                                           |               |
| Sádek                        |         | Třebíč           | 41958/7-2586                                              | Čáslavice 68                                        | baroko        |
| Skřivánek                    |         | Havlíčkův Brod   |                                                           | v areálu ZD mezi Skřivánkem a Okrouhličkou          | klasicismus   |
| Smilov                       |         | Havlíčkův Brod   |                                                           | Smilov 18                                           | baroko        |
| Stránecká Zhoř               |         | Žďár nad Sázavou | 24814/7-4439                                              | Stránecká Zhoř 1                                    | renesance     |
| Světlá nad Sázavou           |         | Havlíčkův Brod   | 21081/6-341                                               | Zámecká 1                                           | novorenesance |
| Šašovice                     |         | Třebíč           |                                                           | Šašovice 71                                         |               |
| Šénvald                      |         | Třebíč           | 24818/7-2767                                              | u obory Jinošov, při silnici II/392                 | klasicismus   |
| Štěpánov                     |         | Havlíčkův Brod   |                                                           | Štěpánov 1                                          | romantismus   |
| Štoky                        |         | Havlíčkův Brod   |                                                           | Štoky 240                                           | baroko        |
| Telč                         |         | Jihlava          | 15430/7-5249                                              | Náměstí Zachariáše z Hradce 1                       | renesance     |
| Těchobuz                     |         | Pelhřimov        | 45328/3-3303                                              | Těchobuz 1                                          | baroko        |
| Třebíč                       |         | Třebíč           | 39500/7-3103                                              | Zámek 1                                             | baroko        |
| Třešť                        |         | Jihlava          | 46344/7-5331                                              | Dr. Richtra 234/6                                   | novorenesance |
| Úhrov                        |         | Havlíčkův Brod   | 20058/6-242                                               | Úhrov 1                                             | baroko        |
| Úsobí                        |         | Havlíčkův Brod   | 38675/6-349                                               | Úsobí 1                                             | empír         |
| Valeč                        |         | Třebíč           | 19692/7-3178                                              | Valeč 1                                             | renesance     |
| Velké Meziříčí               |         | Žďár nad Sázavou | 18288/7-4543                                              | Zámecké schody 1200/4                               | novogotika    |
| Vesce                        |         | Třebíč           | 25223/7-3182                                              | Vesce 2                                             | baroko        |
| Větrný Jeníkov               |         | Jihlava          | 37951/7-7003                                              | Větrný Jeníkov 5                                    | novobarokní   |
| Věž                          |         | Havlíčkův Brod   | 39132/6-351                                               | Věž 1                                               | empír         |
| Vilémov (Klášter)            |         | Havlíčkův Brod   | 16674/6-354                                               | Klášter 1                                           | baroko        |
| Vilémovice                   |         | Havlíčkův Brod   | 34937/6-359                                               | Vilémovice 1                                        | klasicismus   |
| Vlčí kopec                   |         | Třebíč           | 14727/7-2785                                              | Kladeruby nad Oslavou 65                            | empír         |
| Vyklantice                   |         | Pelhřimov        | 21941/3-3344                                              | Staré Vyklantice 1                                  | baroko        |
| Zahradiště                   |         | Žďár nad Sázavou |                                                           | Zahradiště 1                                        | klasicismus   |
| Zátiší                       |         | Třebíč           |                                                           | Svatoslav 40                                        |               |
| Zboží                        |         | Havlíčkův Brod   | 44742/6-362                                               | Zboží 1                                             | baroko        |
| Žďár nad Sázavou             |         | Žďár nad Sázavou | 26179/7-4647                                              | Zámek 1/1                                           | baroko        |
| Žirovnice                    |         | Pelhřimov        | 47113/3-3374                                              | Branka 1                                            | baroko        |